# RRC de Waterloo
RRC de Waterloo is een Belgische voetbalclub uit Waterloo. De club is aangesloten bij de KBVB met stamnummer 667 en heeft zwart als clubkleur. RRC de Waterloo is een van de oudere clubs van het land, maar speelde tot 2014 steeds in de provinciale reeksen.

## Geschiedenis
Racing Club de Waterloo werd in 1926 opgericht en sloot zich aan bij de Belgische Voetbalbond. Men kreeg er stamnummer 677 toegekend en ging er in de regionale reeksen spelen.
In het begin van de 21ste eeuw speelde RRC de Waterloo in Derde Provinciale, om in 2002 zelfs even naar Vierde Provinciale, het allerlaagste niveau, te zakken. Dankzij een titel keerde de club na een jaar al terug en klom de volgende jaren verder op naar Tweede Provinciale, om in 2007 via de eindronde al Eerste Provinciale te bereiken. Na een seizoen degradeerde men echter weer en de volgende jaren bleef Waterloo in Tweede Provinciale spelen.
In 2013 behaalde RRC de Waterloo de titel in Tweede Provinciale en promoveerde zo opnieuw naar Eerste Provinciale. Daar ging men ditmaal verder op dit elan en het volgend seizoen werd Waterloo ook op het hoogste provinciale niveau kampioen. In 2014 bereikte de club zo voor het eerst in haar bestaan de nationale reeksen. Daar hield de club het vier jaar vol. In 2018 degradeerde het echter weer naar Eerste provinciale.

## Resultaten
| Seizoen | Klasse | Klasse | Klasse | Klasse | Klasse | Klasse | Klasse | Klasse | Klasse | Reeks                                                    | Punten                                                   | Opmerkingen                                              |
|         | I      | I      | II     | III    | IV     | P.I    | P.II   | P.III  | P.IV   |                                                          |                                                          |                                                          |
| ------- | ------ | ------ | ------ | ------ | ------ | ------ | ------ | ------ | ------ | -------------------------------------------------------- | -------------------------------------------------------- | -------------------------------------------------------- |
| 2004/05 |        |        |        |        |        |        |        | 1      |        | 3de Prov. Brab. C                                        | 76                                                       |                                                          |
| 2005/06 |        |        |        |        |        |        | 9      |        |        | 2de Prov. Brab. A                                        | 38                                                       |                                                          |
| 2006/07 |        |        |        |        |        |        | 2      |        |        | 2de Prov. Brab. A                                        | 58                                                       |                                                          |
| 2007/08 |        |        |        |        |        | 15     |        |        |        | 1ste Prov. Brab.                                         | 24                                                       |                                                          |
| 2008/09 |        |        |        |        |        |        | 3      |        |        | Tweede Prov. Brab.                                       | 50                                                       |                                                          |
| 2009/10 |        |        |        |        |        |        | 4      |        |        | Tweede Prov. Brab.                                       | 50                                                       |                                                          |
| 2010/11 |        |        |        |        |        |        | 13     |        |        | Tweede Prov. Brab.                                       | 32                                                       |                                                          |
| 2011/12 |        |        |        |        |        |        | 10     |        |        | Tweede Prov. Brab.                                       | 38                                                       |                                                          |
| 2012/13 |        |        |        |        |        |        | 1      |        |        | Tweede Prov. Brab.                                       | 75                                                       |                                                          |
| 2013/14 |        |        |        |        |        | 1      |        |        |        | Eerste Prov. Brab.                                       | 68                                                       |                                                          |
| 2014/15 |        |        |        |        | 9      |        |        |        |        | Vierde klasse B                                          | 41                                                       |                                                          |
| 2015/16 |        |        |        |        | 15     |        |        |        |        | Vierde klasse B                                          | 14                                                       |                                                          |
|         | 1A     | 1B     | 1Am    | 2Am    | 3Am    | P.I    | P.II   | P.III  | P.IV   | Vanaf 2016-17 zijn er 3 nationale en 2 regionale niveaus | Vanaf 2016-17 zijn er 3 nationale en 2 regionale niveaus | Vanaf 2016-17 zijn er 3 nationale en 2 regionale niveaus |
| 2016/17 |        |        |        |        | 11     |        |        |        |        | Derde klasse Am.                                         | 26                                                       |                                                          |
| 2017/18 |        |        |        |        | 16     |        |        |        |        | Derde klasse Am.                                         | 14                                                       |                                                          |
| 2018/19 |        |        |        |        |        | 8      |        |        |        | Eerste Prov. Brab.                                       | 45                                                       |                                                          |
| 2019/20 |        |        |        |        |        | 14     |        |        |        | Eerste Prov. Brab.                                       | 15                                                       |                                                          |
| 2020/21 |        |        |        |        |        |        | -      |        |        | Tweede Prov. Brab. B                                     | -                                                        | Seizoen geschrapt wegens Covid-19                        |
| 2021/22 |        |        |        |        |        |        | 2      |        |        | Tweede Prov. Brab. B                                     | 72                                                       |                                                          |
| 2022/23 |        |        |        |        |        |        | 2      |        |        | Tweede Prov. Brab. B                                     | 66                                                       |                                                          |
| 2023/24 |        |        |        |        |        | 11     |        |        |        | Eerste Prov. Brab. ACFF                                  | 33                                                       |                                                          |
| 2024/25 |        |        |        |        |        | 9      |        |        |        | Eerste Prov. Brab. ACFF                                  | 42                                                       |                                                          |
| 2025/26 |        |        |        |        |        |        |        |        |        | Eerste Prov. Brab. ACFF                                  |                                                          |                                                          |

## Bekende (oud-)spelers
- Michaël Jonckheere
- Cédric Roussel
- Yannick Vervalle
- Vittorio Villano